# Королевская опера в Стокгольме
Королевская опера в Стокгольме (Kungliga Operan, до 1997 года — Kungliga Teatern) — оперный театр в столице Швеции Стокгольме, основанный в 1782 году.
Здание театра находится в центре Стокгольма, на восточной стороне площади Густава Адольфа (швед. Gustav Adolfs torg). Ныне в репертуаре театра оперные спектакли и балеты, балетов около 40 процентов.
Опера имеет собственный симфонический оркестр, выступающий с концертами.

## История
Придворный театр в Швеции был создан королём Густавом III, который поручил своему фавориту Армфельту реформировать театральную жизнь Швеции. Изначально он не имел собственного здания. Постановки опер, балетов и театральных пьес проходили в разных местах (официально открыт в Танцевальном зале постановкой оперы Ф. Уттини «Фетида и Пелей» в 1773). В соответствии с принципами Просвещения король учредил в Стокгольме не только оперу, но также академию и драматический театр. 
В 1775 году было начато строительства здания для театра. Автором проекта здания был архитектор Карл Фредерик Аделькранц. Оформление интерьеров театра было поручено французскому мастеру Луи-Жану Депре. Поскольку заказчиком строительства был сам король, здание не уступало в богатстве отделки интерьеров дворцам шведских монархов. Первое оперное представление в здании оперного театра («Кора и Алонсо» немецкого композитора Иоганна Готлиба Наумана) было дано 18 января 1782 года.

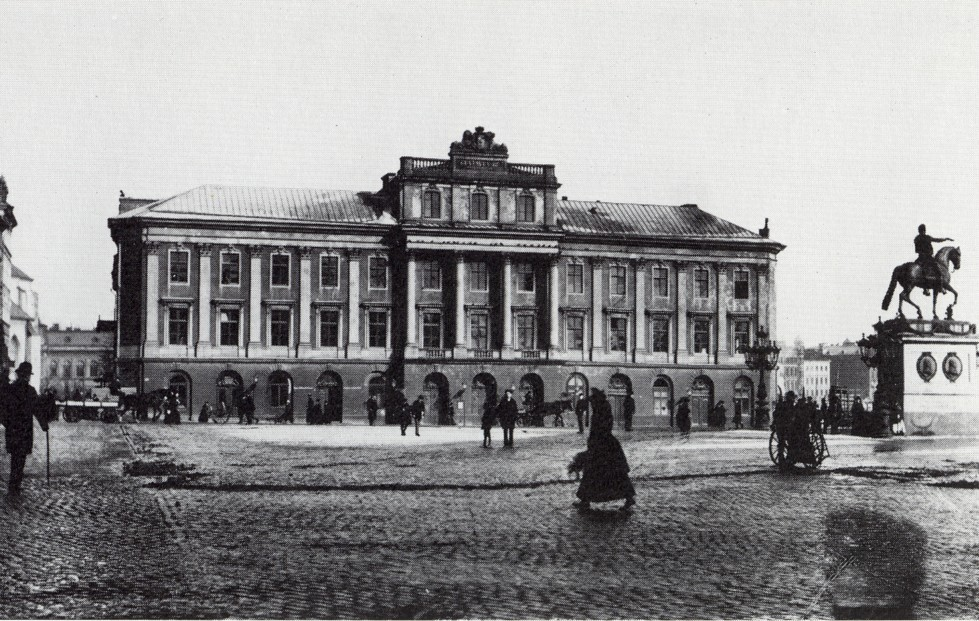
Старое здание (Густавианская опера) в 1880 г.

Старое здание было снесено в 1892 году, чтобы освободить место для строительства нового оперного театра, спроектированного Акселем Юханом Андербергом. Постройка была закончена семь лет спустя и открыта постановкой шведской оперы (эта традиция прочно устоялась в XIX веке) «Эстрелла Сорийская» Франца Бервальда в присутствии короля Оскара II. Вход в здание театра украшен коринфским портиком с четырьмя статуями муз. Четырёхуровневый зал овальной формы обладает великолепной акустикой, все зрители хорошо видят действие на сцене. По поводу нового здания А. Н. Бенуа писал в своих мемуарах:
Выдержанная красота этой площади у моста впоследствии была нарушена тем, что одно из двух одинаковых зданий, а именно оперный театр, было перестроено и на месте прежнего здания, такого изящного в своей простоте, выросла одна из тех громадин, которыми в 80-х и в 90-х годах все столицы сочли своим долгом обзавестись в качестве главных оперных театров.
В 1975 году труппа Шведской королевской оперы, а в 1981 году — Шведского королевского балета гастролировали в СССР.

## Персоналии
- Карл Стенборг, один из первых артистов, певец, композитор, член Шведской королевской музыкальной академии.
- Арвид Фредерик Эдман, солист (1873—1911), тенор, член Шведской королевской музыкальной академии.
- В 1889—1902 гг. концертмейстером здесь служил композитор и дирижёр Тур Аулин.
- С 1930 по 1933 год солистом Шведской королевской оперы был Юсси Бьёрлинг[3].
- В 1985—1989 гг. главным дирижёром Шведской королевской оперы был эстонский дирижёр Эри Клас.
- В 2005 году на сцене Шведской королевской оперы режиссёр Дмитрий Бертман поставил оперу «Евгений Онегин» (дирижировал Александр Лазарев, костюмы Татьяны Тулубьевой)[4]